# Hoces de Vegacervera
Hoces de Vegacervera este o arie protejată (arie specială de conservare — SAC, sit de importanță comunitară — SCI) din Spania întinsă pe o suprafață de 5.343,03 ha, integral pe uscat.

## Localizare
Centrul sitului Hoces de Vegacervera este situat la coordonatele 42°54′14″N 5°32′24″W / 42.904°N 5.5401°V.

## Înființare
Situl Hoces de Vegacervera a fost declarat sit de importanță comunitară în martie 1999 pentru a proteja 4 specii de plante și 11 specii de animale. Situl a fost protejat și ca arie specială de conservare în septembrie 2015.

## Biodiversitate
Situată în ecoregiunea atlantică, aria protejată conține 26 de habitate naturale: Pajiști alpine și boreale, Formațiuni montane de Cytisus purgans, Râuri de munte și vegetația erbacee de pe malurile acestora, Pajiști alpine și subalpine calcaroase, Roci stâncoase cu vegetație pionieră de Sedo-Scleranthion sau Sedo albi-Veronicion dillenii, Pajiști uscate seminaturale și facies de acoperire cu tufișuri pe substraturi calcaroase (Festuco-Brometalia) (* situri importante pentru orhidee), Izvoare petrifiante cu formare de travertin (Cratoneurion), Peșteri inaccesibile publicului, Mlaștini alcaline, Formațiuni ierboase bogate în specii de Nardus, dezvoltate pe substraturi silicioase în zone montane (și în zone submontane, în Europa continentală), Lande oro-mediteraneene cu formațiuni endemice de grozamă, Mlaștini turboase de tranziție și turbării mișcătoare, Pante stâncoase calcaroase cu vegetație casmofită, Pajiști umede atlantice temperate cu Erica ciliaris și Erica tetralix, Păduri de fag din Europa Centrală dezvoltate pe sol calcaros cu Cephalanthero-Fagion, Liziere de ierburi înalte hidrofile de câmpie și de nivel montan până la alpin, Grohotișuri termofile și vest-mediteraneene, Fânețe de joasă altitudine (Alopecurus pratensis, Sanguisorba officinalis), Cursuri de apă de la nivel de câmpie la nivel montan, cu vegetație Ranunculion fluitantis și Callitricho-Batrachion, Păduri aluvionare cu Alnus glutinosa și Fraxinus excelsior (Alno-Padion, Alnion incanae, Salicion albae), Păduri de stejar galițio-portugheze cu Quercus robur și Quercus pyrenaica, Turbării active, Pajiști carstice calcaroase sau bazofile, de Alysso-Sedion albi, Pajiști uscate europene, Pante stâncoase silicioase cu vegetație casmofită, Râuri de munte și vegetația lor lemnoasă cu Salix elaeagnos.
La baza desemnării sitului se află mai multe specii protejate:
- plante (4): Festuca elegans, Narcissus asturiensis, Narcissus pseudonarcissus subsp. nobilis, Santolina semidentata
- amfibieni (1): Discoglossus galganoi
- mamifere (4): Galemys pyrenaicus, vidră de râu (Lutra lutra), liliac cu aripi lungi (Miniopterus schreibersii), urs brun (Ursus arctos)
- nevertebrate (2): Geomalacus maculosus, rădașcă (Lucanus cervus)
- pești (3): Achondrostoma arcasii, Cobitis calderoni, Pseudochondrostoma duriense
- reptile (1): Iberolacerta monticola

Pe lângă speciile protejate, pe teritoriul sitului au mai fost identificate 17 specii de plante, 7 specii de amfibieni, 12 specii de mamifere, 2 specii de pești, 3 specii de reptile.